# Britta Johansson
Britta Margareta "Tanja" Johansson, gift Antonér, född 13 februari 1958 i Lindbergs församling i Hallands län, död 17 juni 2024 i Varberg, var en svensk popsångerska. 
Britta Johansson låg på Svensktoppen i tio veckor mellan november 1978 och januari 1979 med "Gråt inte mer, Argentina", en svenskspråkig inspelning av Don't Cry for Me Argentina. Hon deltog i den svenska Melodifestivalen 1980 med melodin "Å sjuttiotal", som slutade på åttonde plats. Hon sjöng även i gruppen Chips åren 1980–1981, som medverkade i den svenska Melodifestivalen 1981 med bidraget God morgon som kom på andraplats.

## Kompositioner

### Melodifestivalen
- 1980 – Tusen sekunder med Paul Paljett (skriven tillsammans med Torgny Söderberg).